# Juan María Bordaberry
Juan María Bordaberry (ur. 17 czerwca 1928 w Montevideo, zm. 17 lipca 2011 tamże) – urugwajski wojskowy, prezydent Urugwaju w latach 1972–1976, dyktator od 1973 roku.
Obalony w wyniku wojskowego zamachu stanu.
Bordaberry wstąpił do Partii Colorado w 1969 roku, był ministrem rolnictwa od 1969 do 1972 roku w gabinecie prezydenta Jorge Pacheco Areco. W 1971 roku wybrany na prezydenta, objął urząd w następnym roku. Bordaberry objął rządy w czasie kryzysu gospodarczego, usiłował go zwalczać za pomocą autorytarnych rządów; powołał do rządu oficerów. Pod naciskiem armii rozwiązał parlament, zawiesił prawa obywatelskie i działalność organizacji pozarządowych. Obalony w wyniku wojskowego zamachu stanu w roku 1976.
10 lutego 2010 roku skazany na 30 lat więzienia za przestępstwa przeciw konstytucji i dyktatorskie rządy. Od 2006 roku przebywał w więzieniu, rok później przeniesiono go do aresztu domowego.
Jego synem jest Pedro Bordaberry.